# La Terre promise (album)
Pour les articles homonymes, voir Terre promise.
Albums de Johnny Hallyday
Rock à Memphis
(1975) Derrière l'amour
(1976)
Singles
1. (SP) Hey Lovely Lady - La Fille de l'été dernier
Sortie : 14 avril 1975
2. La Terre promise - La Première Fois
Sortie : 5 septembre 1975

La Terre promise est le 20e album studio de Johnny Hallyday. Sorti le 17 septembre 1975, l'album est réalisé par Shelby Singleton (en), sous la coordination artistique de Lee Hallyday.

## Histoire
En 1975, après son séjour à Memphis pour l'enregistrement de l'album Rock à Memphis, le chanteur, accompagné de ses deux paroliers, Michel Mallory et Long Chris, poursuit son voyage américain et discographique dans l'autre capitale américaine du rock Nashville. Ce nouvel opus fait de country rock et de ballades, à la différence des sessions à Memphis (faites exclusivement d'adaptations de standards rock'n'roll), propose plusieurs compositions originales. 
La terre promise est le 2e album enregistré à Nashville par Johnny Hallyday. Entre 1962 et 1963, le chanteur enregistre plusieurs fois à Nashville,  mais exception faite des titres retenus pour l'album Sings America's Rockin' Hits (1962), nombre de chansons restent inédites à l'époque et sont publiées pour la première fois au cours des années 1990 (voir Nashville session 62 et Johnny Hallyday à Nashville 1962-1963).
Johnny Hallyday revient en studio à Nashville en 1983 et 1984 pour de nouveaux enregistrements,, qui (pour l'essentiel) composent les albums : Entre violence et violon, Drôle de métier, En V.O. et Spécial Enfants du rock.

## Autour de l'album
Trois chansons issues des sessions studios à Nashville, Il faudra plus de temps que m'en donnera ma vie, Je suis là et Suzy dit, demeurent inédites jusqu'en 2012, année où elles paraissent sur le coffret Johnny History.
Il faudra plus de temps que m'en donnera ma vie est également enregistrée (à Nashville), par Michel Mallory sur son album ...D'Aubervilliers à Nashville (1975), sous un titre légèrement différent Pour l'oublier, il me faudra plus de temps que ne m'en donnera ma vie.
Durant les mêmes sessions studios, Johnny Hallyday enregistre une version anglaise et italienne de Hey lovely lady et une reprise (en anglais) de Mr. Lonely.
Hey lovely lady (en anglais) et Mister Lonely sortent sur un 45 tours en 1975 uniquement distribué en Espagne.
Hey lovely lady (en italien) parait en 1976, en Italie, sur un 45 tours qui propose en face A Requiem (adaptation de Requiem pour un fou) et sur l'album In italiano.
En 1975, Eddy Mitchell enregistre, également à Nashville, sa propre version de Promised Land : Une terre promise, qui ouvre l'album Made in USA.

## Éditions
- Référence originale : Philips 9101 014 (l'album est sorti sous deux pochettes légèrement différentes)[12]
- Réédition CD en 2000 en fac-similé : Mercury Universal Philips 546 975-2

45 tours extraits de l'album :
- - 14 avril : Hey Lovely Lady - La Fille de l'été dernier - Philips 6009664 (La Fille de l'été dernier est extrait de l'album Rock à Memphis)
  - 5 septembre : La Terre promise - La première fois - Philips 6042042 (+ Philips 6837285 promo hors-commerce)

## Titres
| 1.  | La terre promise (Promised Land)                              | Michel Mallory (adaptation) | Chuck Berry                            | 2:31 |
| 2.  | L'Histoire de Bobby MacGee (Me and Bobby McGee)               | Michel Mallory (adaptation) | Kris Kristofferson, Fred Foster        | 2:58 |
| 3.  | Je t'aime à l'infini                                          | Michel Mallory              | Johnny Hallyday                        | 3:15 |
| 4.  | Hey Lovely Lady                                               | Michel Mallory              | Johnny Hallyday, Michel Mallory        | 2:35 |
| 5.  | C'est bon (Rave On)                                           | Michel Mallory (adaptation) | Sonny West, Bill Tilgman, Norman Petty | 2:15 |
| 6.  | Les Larmes de Belinda (Linda On My Mind)                      | Michel Mallory (adaptation) | Conway Twitty                          | 2:34 |
| 7.  | Quand je reviendrai (Got You On My Mind)                      | Michel Mallory (adaptation) | Joe Thomas, Howard Biggs               | 2:36 |
| 8.  | La première fois                                              | Michel Mallory              | Michel Mallory, Johnny Hallyday        | 2:17 |
| 9.  | Tout ce que tu veux (Baby You Got It)                         | Michel Mallory (adaptation) | Ben Peters                             | 2:24 |
| 10. | Reste avec moi cette nuit (Help Me Make It Through the Night) | Long Chris (adaptation)     | Kris Kristofferson                     | 2:53 |
| 11. | Promesses (Burning Love)                                      | Michel Mallory (adaptation) | Dennis Linde                           | 2:50 |
| 12. | La Ruée vers l'or (You're the One)                            | Michel Mallory (adaptation) | Robert William Morrison                | 2:08 |
| 13. | Une fille sans importance (Here Comes Everybody's Baby)       | Michel Mallory (adaptation) | Ray Rachels                            | 4:39 |

## Musiciens
- Arrangements et direction  : James C. Dempsey
- Guitares : Dale Sellers, Alan Ellis, George E Jackson, Lee Jackson, Herman B. Wade, James N. Colvard, Harold R. Bradley
- Guitare solo : James C. Dempsey
- Lap steel guitar : Larry Sasser, Robert R. Seymour
- Basse : Richard J. Ross
- Batterie : Robert C. Dean Jr, Williams P. Ackeman
- Piano : Tony Migliore
- Harmonica : Mark Casstevens, Terry L. McMillan
- Chœurs : Rita Figlio, Susie Calloway, Alan Moore, Bobby Harden

## Classements hebdomadaires
| Classement (2000) | Meilleure position |
| ----------------- | ------------------ |
| France (SNEP)     | 47                 |